# João de Loureiro
João de Loureiro, né à Lisbonne en 1710, 1715 ou 1717 et mort dans la même ville le 18 octobre 1791, était un botaniste portugais ; il était le mathématicien et le « physicien » (médecin) de la cour de Cochinchine ; il a aussi fait des travaux de recherche en astronomie, paléontologie et médecine. Il était prêtre missionnaire jésuite.

## Biographie
Loureiro étudie au collège Saint-Antoine de Lisbonne et prend l'habit jésuite en 1732.
Il est bientôt envoyé en Asie. Il vit trois ans à Goa, quatre ans à Macao, d'où il est, en 1742, envoyé en mission spéciale en Cochinchine. Il y restera 36 ans, si on excepte les années de persécutions 1750 à 1752.
Le pays voit la présence d'Européens et l'évangélisation d'un très mauvais œil ; Loureiro entre donc au service de roi de Cochinchine en tant que mathématicien et médecin (« physicien ») ; il s'occupera aussi d'astronomie et d'histoire naturelle. Afin d'obtenir la permission de résider en Cochinchine, il se fait passer pour médecin ; ainsi peut-il exercer le sacerdoce en cachette et se rendre chez des chrétiens.
La médecine le conduit à la botanique. Sans livres, avec la seule aide des gens du lieu, il apprend à connaître les plantes médicinales. Le roi l'autorise à résider en Cochinchine et le nomme directeur des études physiques et mathématiques de la cour. Il ne peut toutefois pas évangéliser dans les lieux publics.
Grâce à un capitaine de navire, il obtient le Genera plantarum et d'autres œuvres de Linné, ce qui l'aide grandement. Il continue ses études en Cochinchine pendant 36 ans, passant quatre années de nouveau à Macao et trois ans à Canton. Comme on ne laisse pas sortir les Européens de leurs villes de résidence, c'est par des Cochinchinois qu'il enrichit sa collection botanique.
Durant son voyage de retour au Portugal, il passe trois mois au Mozambique ; il met à profit cette escale pour comparer les plantes de sa collection. Il  continue à préparer sa Flora Cochinchinensis,.
Le père Loureiro meurt le 18 octobre 1791.
Le 14 avril 1781, l'Académie royale des sciences de Lisbonne l'avait élu comme membre ; il n'allait pourtant arriver au Portugal qu'en janvier 1782. Il était également membre de la Royal Society.

## Contributions
La parution de la Flore en 1790 fait sensation dans les cercles botaniques européens. Carl Ludwig Willdenow en publie une deuxième édition, annotée par lui, à Berlin, en 1793 ; les notes sont courtes et les corrections, mineures ; Willdenow fait disparaître les efforts (dont des diacritiques) que Loureiro avait déployés pour être fidèle aux noms locaux.

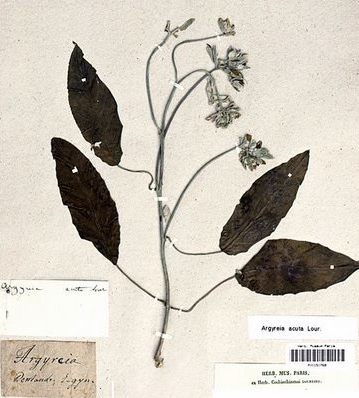
Argyreia acuta Lour., herbier de Loureiro, Muséum national d'histoire naturelle, Paris

Loureiro s'est beaucoup intéressé à la médecine cochinchinoise, mais il n'a pas limité à cette région ses recherches botaniques. On compte :
- de Cochinchine, 697 espèces ;
- de Chine, environ 254 ;
- de Chine et de Cochinchine à la fois, environ 292 ;
- d'Afrique tropicale, 29 ;
- du Mozambique, 9 ;
- de Zanzibar, 8
- de l'Inde, 5 ;
- de la péninsule de Malacca, 2 ;
- des Philippines, 1 ;
- de Madagascar, 1 ;
- de Sumatra, 1.

Mais le fait que le père Loureiro était autodidacte en botanique et travaillait dans l'isolement n'a pas été sans conséquences : « Pour diverses raisons il a jusqu'ici été impossible d'attribuer une place définitive à une grande partie des espèces décrites par Loureiro, et donc impossible de mettre une grande partie de son travail en corrélation avec celui de ses contemporains et successeurs ; en fait, plusieurs successeurs ont apparemment ignoré les contributions de Loureiro en raison de la complexité du problème. » Il aurait fallu par exemple qu'il appuie systématiquement ses descriptions sur un herbier. Mais, pour lui rendre justice, l'emploi de l'abréviation botanique standard de son nom (Lour.) devrait être plus répandu. Et, en général, son œuvre a été méconnue,.
En plus du travail magistral que constitue la Flore paraîtront de nombreux articles, la plupart après sa mort. Ses nombreux manuscrits sont confiés à l'Académie royale des sciences de Lisbonne.
Les fragments de l'herbier de Loureiro sont à Lisbonne (à l'Académie des Sciences), au British Museum et au Muséum national d'histoire naturelle de Paris.

## Ouvrages

### En latin
- Flora Cochinchinensis : sistens plantas in regno Cochinchina nascentes : quibus accedunt aliae observatae in Sinensi imperio, Africa orientali, Indiaeque locis variis : omnes dispositae secundum systema sexuale Linnaeanum (Flore cochinchinoise, consistant dans les plantes endémiques du royaume de Cochinchine ; avec d'autres observées dans l'Empire chinois, l'Afrique orientale, et divers lieux de l'Inde, toutes disposées selon le système sexuel linnéen)[2], Lisbonne, 1790 : t. 1 ; t. 2Cet ouvrage en deux volumes de 744 pages au total décrit 672 genres (dont 185 nouveaux) et 1292 espèces (dont à peu près 630 nouvelles)[ref 9].
  - Flora Cochinchinensis […] denuo in Germania edita, notes de Carl Ludwig Willdenow, 1793 : t. 1 ; t. 2 — Deux volumes, en pagination continue : 882 p.

### En chinois

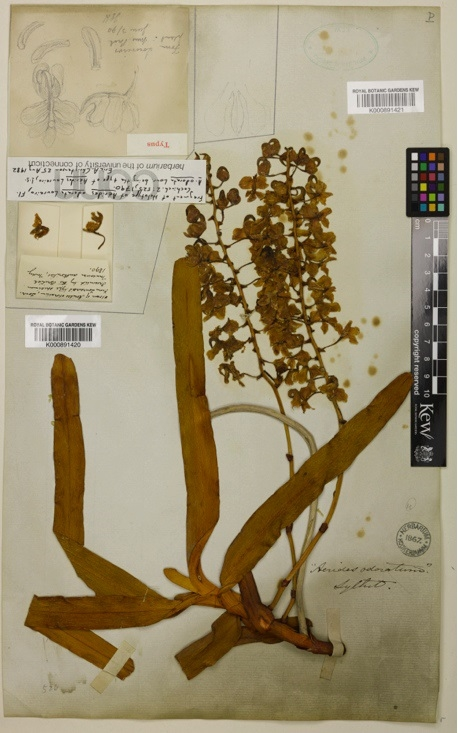
Aerides odorata Lour., cueillie par Loureiro, Jardins botaniques royaux de Kew

L'Académie des sciences de Lisbonne a des ouvrages du père de Loureiro, écrits en chinois, et en a publié des traductions dans ses Mémoires.
- « Memória sobre a transplantação das árvores mais úteis de países remotos », dans Memórias Económicas da Academia, t. 1, 1789
- « Memória sobre o algodão, sua cultura e fabrico », dans Memórias Económicas da Academia, vol. 1, 1789
- « Da incerteza que há acerca da goma mina; dá-se notícia de um arbusto, que tem as mesmas qualidades e virtudes », dans História e Memórias da Academia, t. 1
- « Memória sobre uma espécie de petrificação animal », dans História e Memórias da Academia, t. 2
- « Descrição botânica das cubelas medicinais », ibid.
- « Exame físico e histórico : « Se há ou tem havido no mundo várias espécies de homens » », dans História e Memórias da Academia, t. 2
- « Consideração física e botânica da planta Aerides, que nasce e se alimenta do ar », dans História e Memórias da Academia, t. 2

### Manuscrits
- Une histoire de l'Annam, en douze grands volumes in-octavo écrits sur papier de Chine en caractères chinois ;
- deux volumes de dessins représentant des minéraux, des plantes et des animaux ;
- 397 dessins en couleurs de plantes avec leurs noms vernaculaires et scientifiques (deux grands volumes) ;
- une flore iconographique de Cochinchine écrite en annamite ;
- un dictionnaire annamite-portugais[ref 12].

### Correspondance
- Lettre au gouverneur général de Macao, 13 août 1775, dans Gomes 1865, p. 26
- Lettre à Perry, dans Gomes 1865, p. 28 — Loureiro mentionne entre autres l'envoi de plantes en Angleterre.
- Lettre du père Loureiro au père Eckart, 12 décembre 1784, dans Johann Koffler et Anselm Eckart, Historica Conchinchinae descriptio in epitomen redacta ab Anselmo ab Eckart, Nuremberg, 1803, p. 113
- Lettre du père Loureiro au père Eckart, 26 juin 1791, ibid., p. 120[5]

### Traduction anglaise
- « On the nature and mode of production of Agallochum or aloes-wood » (Sur la nature et le mode de production du calambac), traduit du portugais, dans Tracts relative to botany, tr. from different languages, Londres, Phillips and Fardon […], 1805